# ارابه‌نشینان

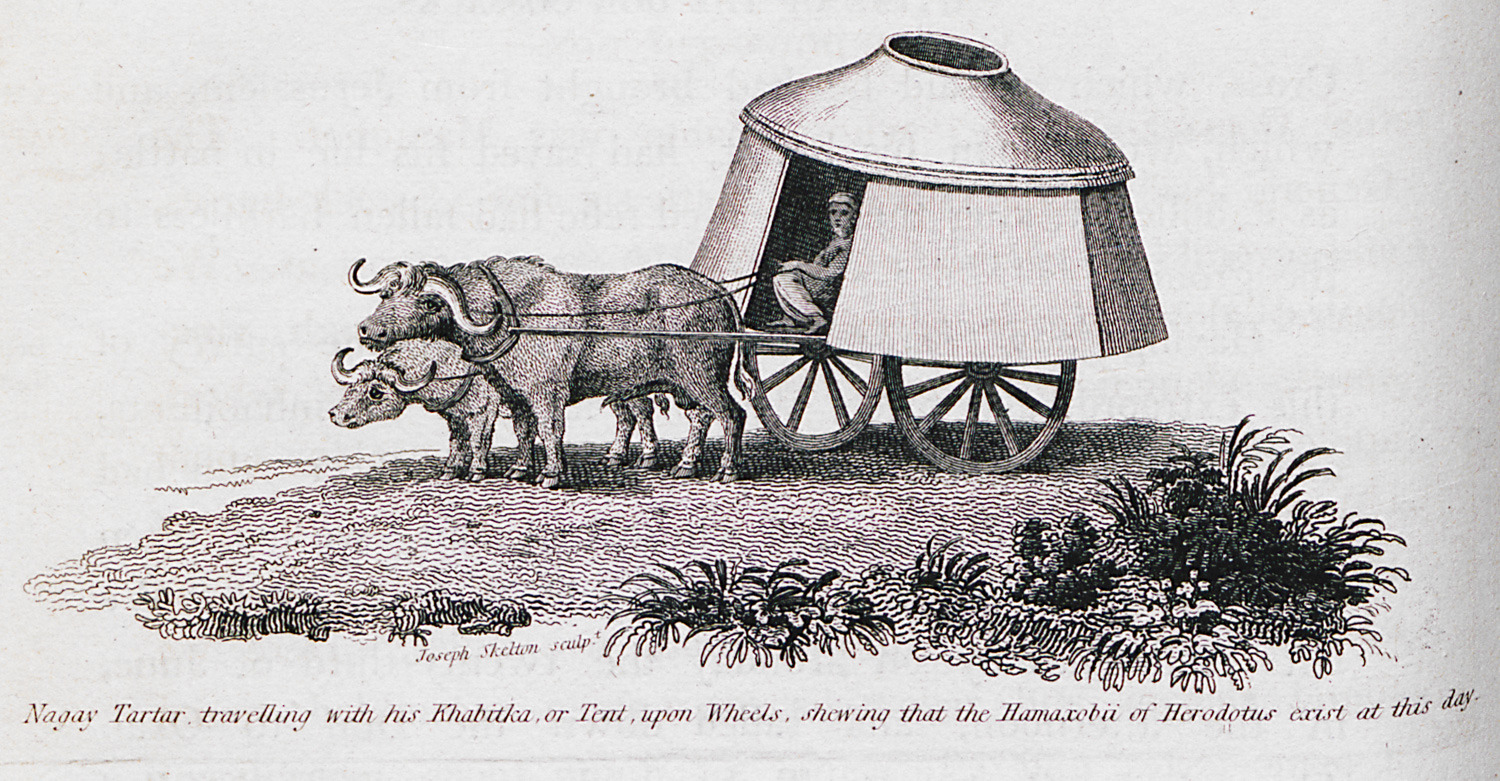
نمونه‌ای از زندگی ارابه‌نشینی. این تصویر از خیمه‌نشینی بر روی ارابه از تاتارهای نوقایی است.

ارابه‌نشینان (یونانی باستان: Ἁμαξόβιοι: هاماکسوبی) گروهی از سکاهای ایرانی‌تبار بودند که در شمال شرق دریای آزوف، در نزدیکی مرداب‌های مایوت زندگی می‌کردند. گفته می‌شود که اصل آنها از مادها بوده است. محل زندگی آن‌ها بخشی بود از سَلْمستان (قلمرو سلم‌ها یا همان سرمتی‌ها) که خود جزئی بود از سکاستان بزرگ.
ارابه‌نشینان کوچ‌گرد بودند و بر روی ارابه‌هایی زندگی می‌کردند که خیمه‌های چرمین بر روی آن‌ها سوار بود. در زبان یونانی به آنها هاماکسوبی گفته می‌شد که از واژه ἄμαξα (هاماسکا: گردونه، ارابه) و βίος (بیوس: زینده) ساخته شده و به معنی ارابه‌نشین است.
بطلمیوس می‌گوید که زیستگاه آنها در امتداد رود ویستولا بود.